# Sèvremoine
Sèvremoine ist eine französische Gemeinde mit 25.764 Einwohnern (Stand: 1. Januar 2022) im Département Maine-et-Loire in der Region Pays de la Loire. Sie gehört zum Arrondissement Cholet und zum Kanton Sèvremoine. Die Einwohner werden Bellopratains genannt.
Sèvremoine wurde am 15. Dezember 2015 als Commune nouvelle aus den Gemeinden Saint-Macaire-en-Mauges, Le Longeron, Montfaucon-Montigné, La Renaudière, Roussay, Saint-André-de-la-Marche, Saint-Crespin-sur-Moine, Saint-Germain-sur-Moine, Tillières und Torfou gebildet, die gemeinsam die Communauté de communes Moine et Sèvre bildeten.

## Geographie
Sèvremoine liegt etwa elf Kilometer nordwestlich vom Stadtzentrum von Cholet in der Mauges und am Moine.

### Gemeindegliederung

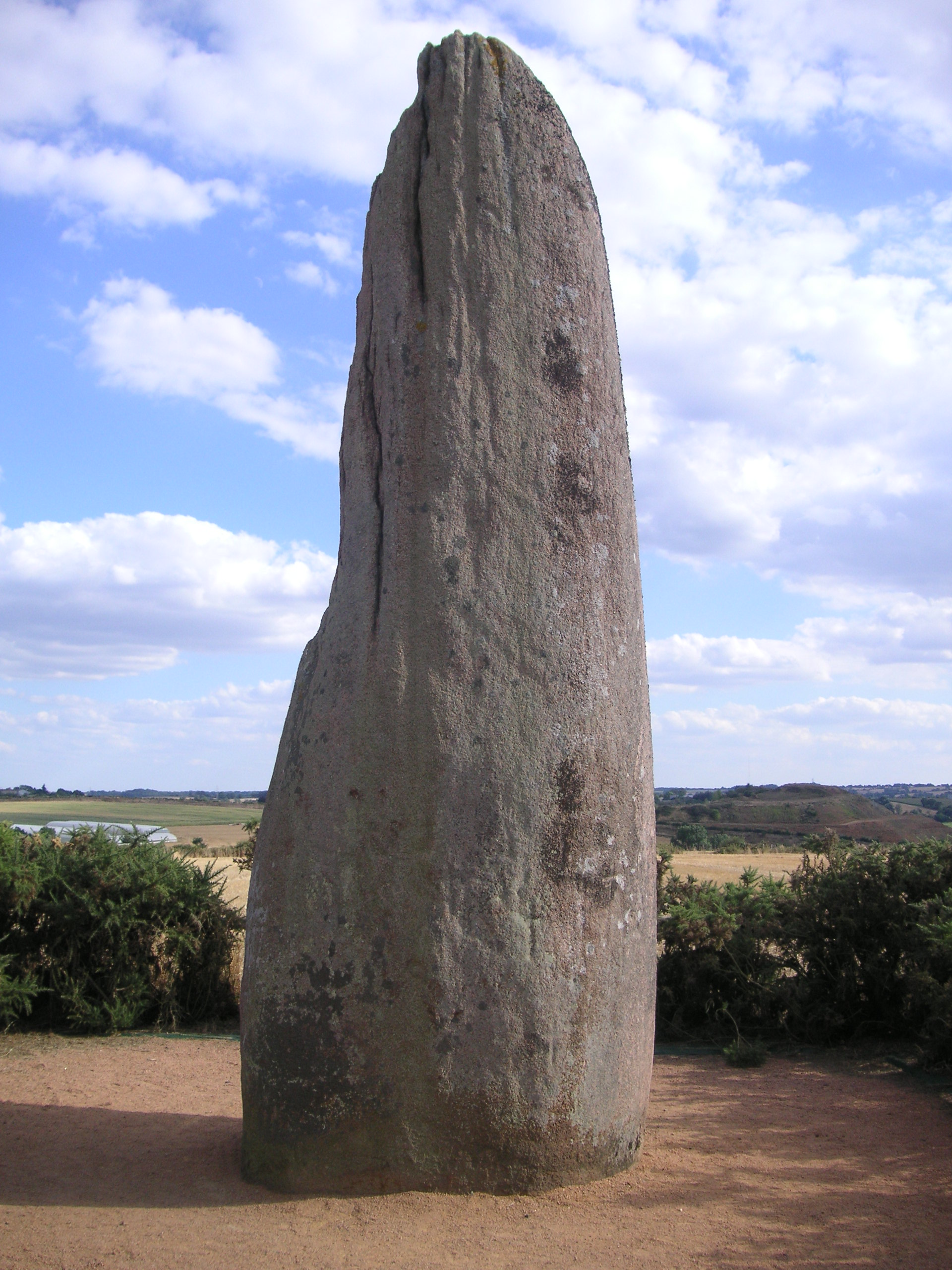
Menhir in Saint-Macaire-en-Mauges

| Ortsteil                                  | ehemaliger INSEE-Code | Fläche (km²) | Einwohnerzahl (2016) |
| ----------------------------------------- | --------------------- | ------------ | -------------------- |
| Longeron                                  | 49179                 | 22,02        | 2186                 |
| Montfaucon-Montigné                       | 49206                 | 17,06        | 2242                 |
| La Renaudière                             | 49258                 | 21,53        | 1055                 |
| Roussay                                   | 49263                 | 11,01        | 1251                 |
| Saint-André-de-la-Marche                  | 49264                 | 11,17        | 2958                 |
| Saint-Crespin-sur-Moine                   | 49273                 | 20,33        | 1585                 |
| Saint-Germain-sur-Moine                   | 49285                 | 26,98        | 2971                 |
| Saint-Macaire-En-Mauges (Verwaltungssitz) | 49301                 | 27,64        | 7396                 |
| Tillières                                 | 49349                 | 24,43        | 1825                 |
| Torfou                                    | 49350                 | 32,40        | 2212                 |

## Sehenswürdigkeiten
Im Ort befinden sich der Menhir du Moulin à vent von Normandeau und die Granit-Wackelsteine Pierres branlantes de la Davière.

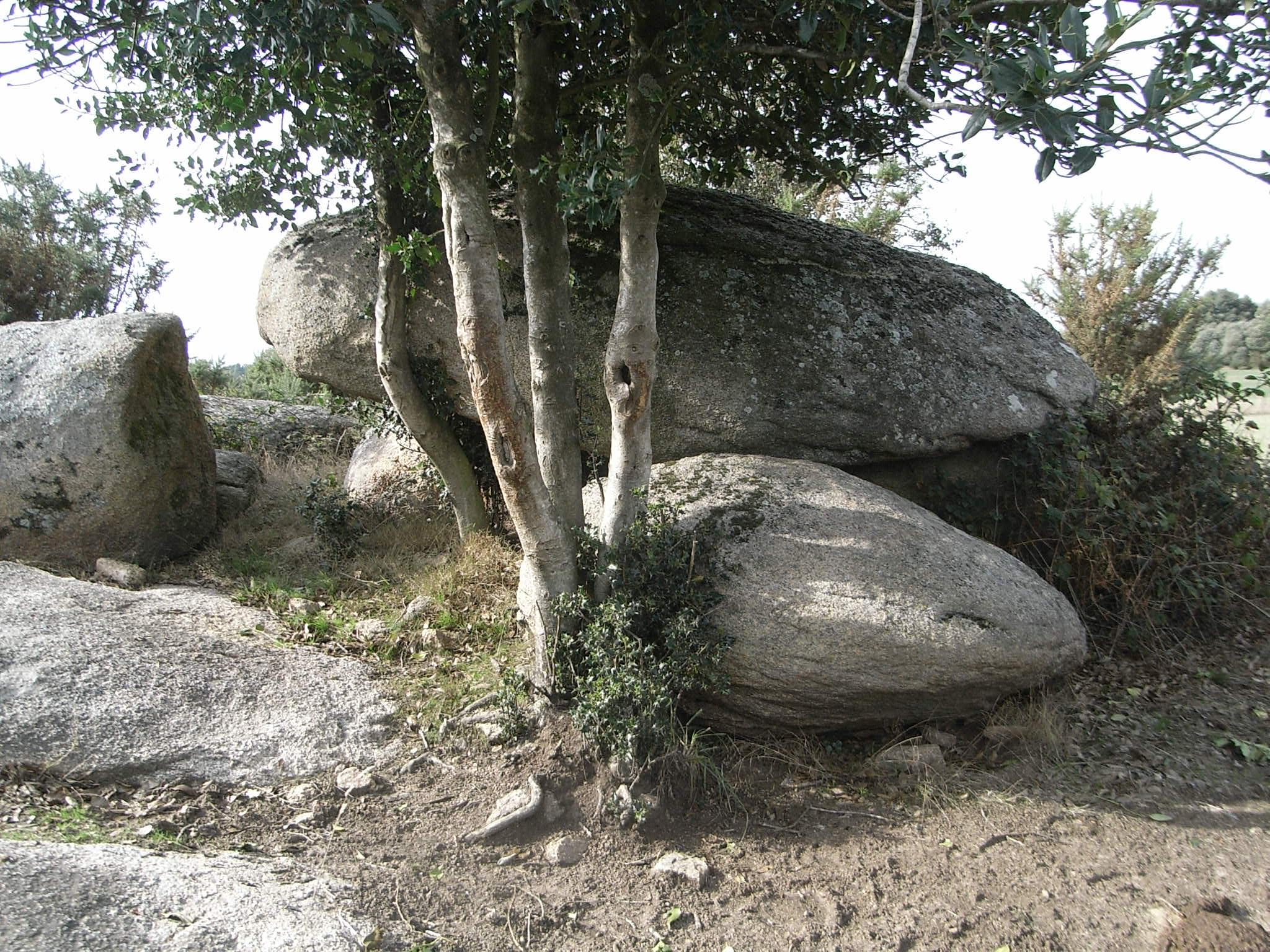
Pierres branlantes de la Davière

## Söhne und Töchter der Gemeinde
- Fernand Vandernotte (1902–1990), Ruderer; geboren in Tillières